# Antonio Forte
Antonio Forte (Polla, 9 luglio 1928 – Nocera Superiore, 11 settembre 2006) è stato un vescovo cattolico italiano.

## Biografia
Il 1º ottobre 1944 emise la professione solenne nell'Ordine dei frati minori. Fu ordinato sacerdote francescano il 25 febbraio 1951.
Dopo essere stato definitore, vicario e ministro provinciale nell'ambito del suo ordine religioso, l'11 giugno 1988 fu nominato vescovo di Ariano Irpino-Lacedonia. Ricevette l'ordinazione episcopale il 10 settembre 1988, essendo consacrante il cardinale Bernardin Gantin e coconsacranti i vescovi Gioacchino Illiano e Nicola Agnozzi, O.F.M.Conv.
Il 20 febbraio 1993 fu nominato vescovo di Avellino.
Rassegnò le dimissioni per raggiunti limiti di età il 13 novembre 2004, rimanendo vescovo emerito della diocesi di Avellino. Si trasferì nel convento di Bracigliano (SA) e solo dopo alcuni problemi di salute, in seguito a un intervento chirurgico, si trasferì a Santa Maria degli Angeli a Nocera Superiore presso l'infermeria provinciale dei frati minori della sua provincia di appartenenza. Ivi morì l'11 settembre 2006. Il 9 settembre 2020 le sue spoglie sono arrivate ad Avellino per ricevere degna sepoltura nella cripta del Duomo, insieme agli altri pastori della chiesa avellinese.

## Genealogia episcopale
La genealogia episcopale è:
- Cardinale Scipione Rebiba
- Cardinale Giulio Antonio Santori
- Cardinale Girolamo Bernerio, O.P.
- Arcivescovo Galeazzo Sanvitale
- Cardinale Ludovico Ludovisi
- Cardinale Luigi Caetani
- Cardinale Ulderico Carpegna
- Cardinale Paluzzo Paluzzi Altieri degli Albertoni
- Papa Benedetto XIII
- Papa Benedetto XIV
- Papa Clemente XIII
- Cardinale Marcantonio Colonna
- Cardinale Giacinto Sigismondo Gerdil, B.
- Cardinale Giulio Maria della Somaglia
- Cardinale Carlo Odescalchi, S.I.
- Cardinale Costantino Patrizi Naro
- Cardinale Lucido Maria Parocchi
- Papa Pio X
- Papa Benedetto XV
- Papa Pio XII
- Cardinale Eugène Tisserant
- Cardinale Bernardin Gantin
- Vescovo Antonio Forte, O.F.M.